# منچن‌آباد
منچن‌آباد (به انگلیسی: Minchinabad) یک منطقهٔ مسکونی در پاکستان است که در ناحیه بهاولنگر واقع شده‌است.